# هری کوئلش

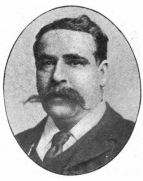

هنری "هری" کوئلش (۱۹۱۳-۱۸۵۸)‏ (به انگلیسی: Henry "Harry" Quelch) از اولین فعالین مارکسیست و بنیان‌گذاران سوسیال دموکراسی در بریتانیا بود.
او در ۳۰ ژانویه ۱۸۵۸ در انگلستان به دنیا آمد و در ۱۷ سپتامبر ۱۹۱۳ درگذشت.